# بيل هازلت
بيل هازلت (بالإنجليزية: William Edgar Hazlett)‏ هو لاعب اتحاد الرغبي وفلاح نيوزيلندي، ولد في 8 نوفمبر 1905 في إنفركارجل في نيوزيلندا، وتوفي في 13 أبريل 1978 في Gore, New Zealand ‏ في نيوزيلندا.